# 새염색체
새염색체(neochromosome, 신염색체)는 자연에서 일반적으로 발견되지 않는 염색체이다. 암 관련 신염색체는 일부 암 세포에서 발견된다.
새염색체는 또한 유전 공학 기술을 사용하여 만들어졌다.

## 같이 보기
- 하시모토 갑상샘염
- 혈관종
- 작은입증
- 선천 매독